# Ai Kago
Ai Kago (japanska: 加護 亜依 Kago Ai?), född 7 februari 1988 i Nara prefektur, Japan, är en japansk J-pop-sångerska, skådespelare, författare och före detta Guinness rekord-hållare i rockring. Hon var medlem i musikgruppen Morning Musume mellan åren 2000 och 2004.

## Fotnoter
1. ↑  Internet Movie Database, IMDb-ID: nm1375441co0047972, läst: 9 januari 2016.[källa från Wikidata]